# Остоја Веселиновић
Остоја Веселиновић, (Босански Милановац код Санског Моста 1. јул 1951) је пуковник Војске Републике Српске у пензији.

## Биографија
У Рајловцу је 1970. завршио Ваздухопловнотехничку подофицирску школу, смјер радарско-рачунарски и Ваздухопловнотехничку војну академију 1973, Вишу војну ваздухопловнотехничку академију 1978. у Београду, а Школу страних језика ЈНА (енглески језик) 1988. године. Магистрирао је 1988. на Електротехничком факултету у Сарајеву, темом Допринос избору облика радарског сигнала. Службовао је у гарнизонима Београд, Рајловац и Бања Лука. Службу у ЈНА завршио је на дужности водећег истраживача у Сектору истраживања и развоја у Ваздухопловном заводу "Космос" Бања Лука, у чину потпуковника. У ВРС је био од 20. маја 1992. до пензионисања, 28. фебруара 2002. Био је директор Ваздухопловног завода "Космос" до 2004. године. У чин пуковника унапријеђен је 28. јуна 2000.

## Одликовања и признања
Одликован у ЈНА: 
- Орден за војне заслуге са сребрним мачевима